# Koos van der Vaart
Jacobus (Koos) van der Vaart (Vlaardingen, 15 oktober 1950 – 18 november 2022) was een Nederlands politicus namens de PvdA.
Hij was beleidsambtenaar bij het Ministerie van Volkshuisvesting, Ruimtelijke Ordening en Milieubeheer (VROM) maar ook actief binnen de PvdA. Zo had hij bestuursfuncties in de afdeling Vlaardingen en is hij ook secretaris van het gewest Zuid-Holland geweest. Van 1988 tot 1994 zat Van der Vaart in de Tweede Kamer.
- Parlement.com: vg09llp4xjzh